# Diplogrammus xenicus
Diplogrammus xenicus es una especie de peces de la familia Callionymidae en el orden de los Perciformes.

## Morfología
Los machos pueden llegar alcanzar los 8 cm de longitud total.

## Hábitat
Es un pez de mar de clima subtropical y asociado a los  arrecifes de coral

## Distribución geográfica
Se encuentra en Australia, Indonesia, el Japón (incluyendo las Islas Ryūkyū) y Taiwán.

## Observaciones
Es inofensivo para los humanos.